# Ранштадт
Ранштадт (нем. Ranstadt) — община в Германии, в земле Гессен. Подчиняется административному округу Дармштадт. Входит в состав района Веттерау. Население составляет 5006 человек (2007 год). Занимает площадь 34.26 км².
Община подразделяется на 5 сельских округов.

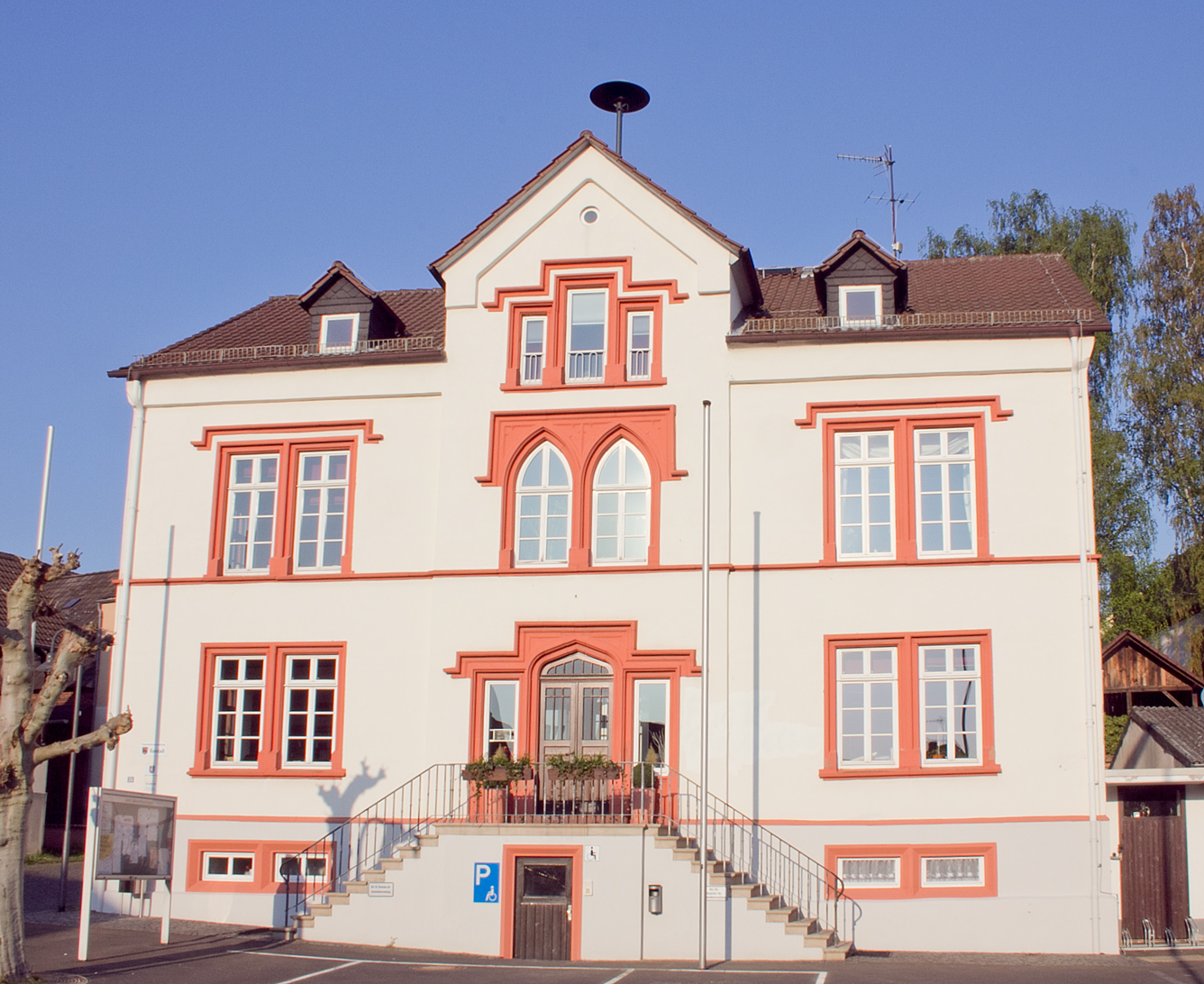
Ратуша
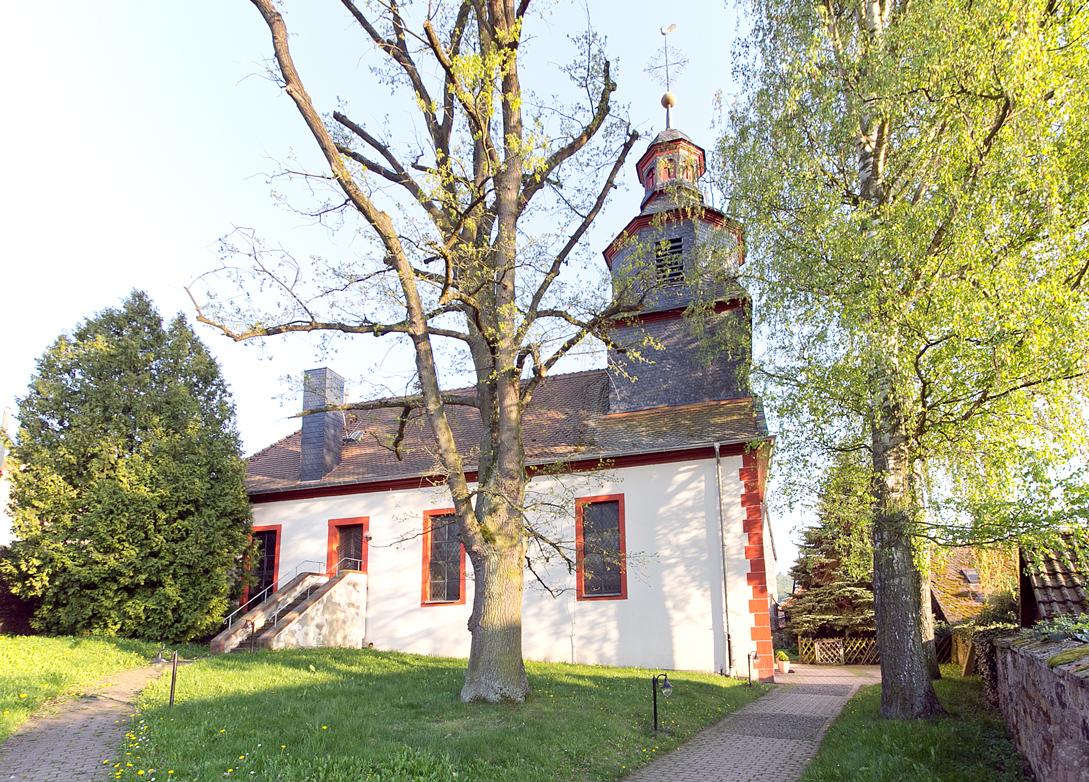
Церковь

## Население
| Год  | Численность |
| ---- | ----------- |
| 2010 | 4894        |

| Год  | Численность | Численность |
| ---- | ----------- | ----------- |
| 2017 | 5029        | [ 1 ]       |
| 2019 | 5044        | [ 4 ]       |
| 2021 | 5217        | [ 5 ]       |
| 2022 | 5374        | [ 6 ]       |
| 2023 | 5319        | [ 2 ]       |